# Sidney Hatch
Sidney Herbert Hatch (River Forest, 18 de agosto de 1883-Maywood; 17 de octubre de 1966) fue un atleta estadounidense especializado en la maratón y de media distancia.
Participó en los Juegos Olímpicos de Saint Louis 1904, ganando la medalla de plata en equipo interdisciplinario para el equipo mixto con sus compañeros de Jim Lightbody, William Frank Verner, Lacey Hearn y el francés Albert Coray.